# Svalegang
En svalegang, sval eller altangang er en kortere eller længere halvåben overdækket gang med adgang fra flere rum på samme etage, som ligger i mindst førstesals højde langs et hus.
Begrebet henføres til det oldnordiske svale (pluralis svalar) i betydingen bjælke. Begrebet er siden blevet forbundet med tillægsordet sval fordi det var et køligt sted. Samme oprindelse har korsgangen i Slesvig Domkirke, som kaldes for Svalen (på tysk Schwahl).
En altangang i jordhøjde kaldes en loggia eller veranda.